# 肯塔基大学野猫队
肯塔基大学野猫队（英語：Kentucky Wildcats）代表肯塔基大学参加国家大学体育协会（NCAA）的多项赛事，是东南联盟的创始成员之一。历史上肯塔基大学女队曾称被为，不过自1995年起开始与男队同样使用“野猫”的昵称。

## 全国冠军
肯塔基大学校史上曾获得过10次NCAA全国冠军头衔：
- 男子（8次）
  - 篮球：1948年、1949年、1951年、1958年、1978年、1996年、1998年、2012年
- 女子（1次）
  - 越野（1次）：1988年
- 男女混合（1次）
  - 步枪（1次）：2011年

以下是未经NCAA背书的全国冠军头衔：
- 男子篮球（1次）：1946年